# 孟莉 (演员)
孟莉（Maang Lee），本名王莉莉，1960年代香港性感電影演員。父親是中華民國國民而母親是西班牙人的混血兒，在馬德里出生，於1950年移居台灣。

## 簡歷
孟莉曾習芭蕾舞及西班牙舞，1964年仍就讀金陵女中的孟莉應徵成為美籍世界三大肚皮舞高手之一的瑪莉亞女士的弟子，間歇地學藝三年，最後更成為舞蹈教師。1967年導演龍剛開拍《英雄本色》，因戲中有數場艷舞，邀請孟莉演出，並替她取一個有西班牙味藝名「蒙妮妲羅白絲」，因太長而改為「蒙妮妲」，最終改作「孟莉」。
孟莉因《英雄本色》一舞成名，由於身材好，會演戲而又肯性感演出，愈來愈多拍片演出。1968年邵氏開拍由羅臻導演、凌波及高遠主演的《裸血》，孟莉因良好的舞蹈根基而取代狄娜獲得片中的脫衣舞孃的角色，將在粵語影壇薄有名聲的孟莉帶入國語片領域。
1974年孟莉退出娛樂圈返回台灣定居。

## 軼聞
- 孟莉患有色盲，眼中的世界是紅色的。
- 1970年當參演的《鬼皮》上映前，孟莉曾出席與麒麟啤酒合辦的「啤酒浴」攝影比賽作宣傳。

## 演出作品
舞蹈指導
- 《貓眼女郎》（1967）

演員
| - 《殺手粉紅鑽》（1967） - 《紅衣少女》（1967） - 《怪俠一枝梅》（1967） - 《神探智破美人計》（1967） - 《英雄本色》（1967） - 《貓眼女郎》（1967） - 《玉樓三鳳》（1968） - 《霧美人》（1968） - 《紫色風雨夜》（1968） - 《怪劍》（1968） - 《浪子佳人》（1968） - 《給我一個吻》（1968） - 《梅蘭菊竹》（1968） - 《瘋狂尋金記》（1968） - 《紅鸞星動》（1968） - 《青春戀歌》（1968） - 《窗》（1968） - 《窗外情》（1968） - 《賊千金》（1968） - 《神經刀》（1969） - 《嘉嘉》（1969） | - 《亡命八傑》（1969） - 《大破誅仙陣》（1969） - 《七彩天堂》（1969） - 《試情記》（1969） - 《裸血》（1969） - 《神貓》（1969） - 《龍吟虎嘯》（1969） - 《飛女正傳》（1969） - 《鬼皮》（1970） - 《雪路血路》（1970） - 《殺戒》（1970） - 《我愛莎莎》（1970） - 《玉樓春夢》（1970） - 《鷹爪手》（1970） - 《青春頌》（1970） - 《有男懷春》（1970） - 《火鳥第一號》（1970） - 《財色驚魂》（1971） - 《黑白傘》（1971） - 《騙術大王》（1971） - 《伏虎榜》（1972） | - 《男人女人》（1972） - 《五虎摧花》（1972） - 《燕子李三》（1972） - 《野馬》（1972） - 《情變》（1972） - 《色字頭上一把刀》（1972） - 《蕩女神偷》（1972） - 《黑吃黑》（1972） - 《夜女郎》（1972） - 《盲拳》（1972） - 《石破天驚》（1973） - 《搖錢樹》（1973） - 《鐵拳爭霸》（1973） - 《愛慾奇譚》（1973） - 《莫名其妙發橫財》（1973） - 《13個半房客》（1973） - 《大鄉里八面威風》（1974） - 《鬼風吹》（1974） - 《陰陽界》（1974） - 《狼狽為奸》（1974） - 《桃花三娘子》（1975） |

## 外部連結
- 孟莉（页面存档备份，存于）